# Otto Blom
Otto Pierre Nicolas Blom, né le 19 mars 1887 à Amsterdam et mort le 22 juillet 1972 à Zeist, est un joueur de tennis néerlandais du début du 20e siècle.

## Carrière
1/8 de finale au tournoi de Wimbledon en 1910, il est un des tout premiers joueurs non britanniques à atteindre le 4e tour.
Il joue le tournoi de tennis des Jeux olympiques de 1912 à Stockholm où il perd au 1er tour en trois sets (3-6, 3-6, 6-8) contre le Suédois Carl Setterwall.